# Zvířátka a loupežníci (Adolf Wenig)
Zvířátka a loupežníci je kniha pohádek pro děti a mládež. Jejím autorem je Adolf Wenig, který ji vydal v roce 1909. Na ilustracích se podílel Josef Wenig. Kniha vypráví o skupině zvířátek, která se společně vydají do světa a postaví se zlým loupežníkům. Příběh je plný dobrodružství, humoru, spolupráce a poučení. Od jiných podobných příběhů se kniha liší svou rámcovou kompozicí, kromě titulního příběhu o zvířátkách obsahuje další vnořená vyprávění.

## Děj
Kohoutek si žije na statku a každé ráno kokrhá při východu sluníčka. Jednoho dne se ale dozví, že si na něj stěžují dívky, protože je budí. Rozhodne se proto opustit domov a vyrazí do světa. Po cestě se k němu přidalo několik dalších zvířátek, která utekla nebo byla vyhnána z domovů. Ještě nedaleko statku potkal husu, pak kozla, který na ně vykoukl z křoví. 
Když se na chvíli zastavili, aby si odpočinuli, kohoutek se rozhodl povídat novým kamarádům příběh. Byl o hloupé ženě, která byla pověřena svým mužem pohlídat hrnek se stříbrnými groši. Přišel za ní hrnčíř, poznal, že žena nemá příliš vědomostí a hrnek si od ní vzal. Jakmile se muž vrátil a vše se dozvěděl, zahrabal ji po krk do země uprostřed lesa, kam přišli loupežníci. Něco ji zasvrbělo u nosu a kýchla si. Loupežníci se vyděsili a utekli, neměli ani pomyšlení na své peníze. Muž se pro ženu vrátil, peníze si vzali domů a už ji nikdy nenechal doma samotnou.
Zvířátka pokračovala v cestě, narazila na berana, po nějaké době k nim přiběhl pes a potkali i kočku, která seděla na stromě. Všichni se skamarádili a pokračovali dál. Vyprávěli si navzájem příběhy ze života a bavili se tím. Začínalo se stmívat a mysleli na nebezpečné lišky a vlky. Kohoutek vyletěl na strom a uviděl v dálce světýlko, vydali se tam. 
Byla to loupežnická skrýš, ve které přebývalo sedm loupežníků. První loupežník byl hejtman a jmenoval se Tadeáš Mrštichlup, dalšími byli Vondra Šmik, Jirka Rorejs, Mates Fakule, Kuba Plucar, Petr Mihulka a poslední sirotek Janek, který hlavně posluhoval a hlídal chalupu. V ten večer se jim vyvedla loupež a měli hostinu. Jirka vyprávěl ostatním příběh o hodném sedlákovi Vávrovi, který lidem schovával peníze a jednou se málem dostal do maléru. Vondra potom začal se zážitkem, jak chtěl ukrást kozu, a pak začal i Mates.
Zvířátka přišla v tu noc k chalupě, kočka se podívala do okna a vyděsila se. Všichni se šli schovat za budovu. Kozel řekl, ať zůstanou kamarádi schovaní a čekají, co se bude dít. Strčil hlavu do okna, loupežníci se vyděsili a utekli pryč z chalupy. Zvířátka šla dovnitř, Kozel vyprávěl příběh O líném Martinovi a jeho ženě a potom usnuli.
Loupežníci čekali v lese, udělali si oheň a vymysleli plán. Janek hlídal z dálky světýlko, potom usnul a Vondra se šel podívat do chalupy, když byla úplná tma. Jen co došel ke stolu pro vodu, šlápl psovi na ocas. Všechna zvířátka se pustila do loupežníka, až ho vyhnala zpět k ostatním. Sebral ostatní a utíkali a utíkali pryč.
Janek se vzbudil a zjistil, že zůstal sám. Šel k chalupě a zvířátka ho přivítala, protože to byl hodný člověk. Zůstali žít pospolu uprostřed lesa. Ostatní loupežníci se po útěku vrátili k poctivému životu.

## Přijetí díla a interpretace
Kniha od tohoto autora je velmi oblíbena čtenáři a patří mezi nejznámější díla Adolfa Weniga. Dílo je označováno za „eminentně umělecké jak po stránce literární, tak výtvarnické“. Autor podle dobových recenzí „účelně a vtipně“ rozvinul původní příběh v řadu pohádek, které vypravují, jak se zvířátka a loupežníci setkali kdesi v lesích v chalupě. Tyto pohádky jsou vypravovány prostými slovy, proto je pochopí i ti nejmladší.
Pohádka čerpá z lidové látky. Velmi podobným zpracováním je dílo Brémští muzikanti, které zpracovali bratři Grimmové. V dalších podobách příběh o zvířátkách a loupžnicích zpracovalo i mnoho českých autorů, například Václav Říha s publikací Zvířátka a Petrovští nebo František Hrubín s veršovanou pohádkou Zvířátka a Petrovští. Pohádka má také několik zfilmovaných verzí. Wenigova verze je výjimečná tím, že pracuje s prvky lidového humoru a dílu dodal rámcovou kompozici – jde tedy o více příběhů či pohádek rámovaných příběhem zvířátek.